# Consejo de Gobierno de Costa Rica
El Consejo de Gobierno es un consejo de ministros del gobierno de Costa Rica equivalente a un gabinete y presidido por el Presidente de la República.
Está establecido en el artículo 147 de la Constitución Política de Costa Rica, y descrito como:

CAPÍTULO IV: El Consejo de Gobierno

Artículo 147.- El Consejo de Gobierno lo forman el Presidente de la República y los Ministros, para ejercer, bajo la Presidencia del primero, las siguientes funciones:
1) Solicitar de la Asamblea Legislativa la declaratoria del estado de defensa nacional y la autorización para decretar el reclutamiento militar, organizar el ejército y negociar la paz;
2) Ejercer el derecho de gracia en la forma que indique la ley;
3) Nombrar y remover a los Representantes Diplomáticos de la República;
4) Nombrar a los directores de las instituciones autónomas cuya designación corresponda al Poder Ejecutivo;

5) Resolver los demás negocios que le someta el Presidente de la República quien, si la gravedad de algún asunto lo exige, podrá invitar a otras personas para que, con carácter consultivo, participen en las deliberaciones del Consejo.

## Integrantes
Durante el actual Gobierno de la República, iniciado en 2022, el Consejo de Gobierno se encuentra integrado por las siguientes personas: 
| Ente | Cargo | Titular                          |
| ---- | --- | -------------------------------- |
|      | Presidente de la República                                                                                | Rodrigo Chaves Robles            |
|      | Primer Vicepresidente de la República                                                                     | Stephan Brunner Neibig           |
|      | Segunda Vicepresidenta de la República                                                                    | Mary Munive Angermüller          |
|      | Ministra de la Presidencia                                                                                | Natalia Díaz Quintana            |
|      | Canciller de la República Ministro de Relaciones Exteriores y Culto                                       | Arnoldo André Tinoco             |
|      | Ministro de Seguridad Pública Ministro de Gobernación y Policía                                           | Mario Zamora Cordero             |
|      | Ministro de Justicia y Paz                                                                                | Gerald Campos Valverde           |
|      | Ministro de Hacienda                                                                                      | Nogui Acosta Jaén                |
|      | Ministro de Agricultura y Ganadería                                                                       | Victor Carvajal Porras           |
|      | Ministro de Ambiente y Energía                                                                            | Franz Tattenbach Capra           |
|      | Ministro de Economía, Industria y Comercio                                                                | Francisco Gamboa Soto            |
|      | Ministro de Obras Públicas y Transportes                                                                  | Luis Amador Jiménez              |
|      | Ministra de Educación Pública                                                                             | Katharina Müller Castro          |
|      | Ministra de Salud Pública                                                                                 | Joselyn Chacón Madrigal          |
|      | Ministra de Trabajo y Seguridad Social                                                                    | Marta Eugenia Esquivel Rodríguez |
|      | Ministra de Cultura y Juventud                                                                            | Nayuribe Guadamuz Rosales        |
|      | Ministra de Planificación Nacional y Política Económica                                                   | Laura Fernández Delgado          |
|      | Ministro de Ciencia, Innovación, Tecnología y Telecomunicaciones                                          | Carlos Enrique Alvarado Briceño  |
|      | Ministro de Comercio Exterior                                                                             | Manuel Tovar Rivera              |
|      | Ministra de Vivienda y Asentamientos Humanos                                                              | Jéssica Martínez Porras          |
|      | Ministra del Deporte Presidenta del Consejo Nacional del Deporte y la Recreación                          | Mary Munive Angermüller          |
|      | Ministro de Turismo Presidente Ejecutivo del Instituto Costarricense de Turismo                           | William Rodríguez López          |
|      | Ministra de Desarrollo Humano e Inclusión Social Presidenta Ejecutiva del Instituto Mixto de Ayuda Social | Yorleny León Marchena            |
|      | Ministra de la Condición de la Mujer                                                                      | Cindy Quesada Hernández          |
|      | Secretario del Consejo de Gobierno                                                                        | Carlos Elizondo Vargas           |